# Maximiliano Urruti
Maximiliano Urruti, né le 22 février 1991 à Rosario en Argentine, est un footballeur argentin qui joue au poste d'attaquant au Revolution de la Nouvelle-Angleterre en MLS.

## Carrière
Maximiliano Urruti est demi-finaliste de la Copa Libertadores en 2013 avec le club des Newell's Old Boys. Il rentre en toute fin de match lors de la demi-finale aller contre le club brésilien de l'Atlético Mineiro.
Le 9 décembre 2018, Urruti est transféré à l'Impact de Montréal en retour de 75 000 $ d'allocation ciblée et du 10e choix de repêchage lors de la MLS SuperDraft 2019.

## Palmarès
- Champion d'Argentine (Tournoi Final) en 2013 avec les Newell's Old Boys
- Coupe MLS en 2015 avec les Timbers de Portland
- MLS Supporters' Shield en 2016 avec le FC Dallas
- Coupe des États-Unis en 2016 avec le FC Dallas

## Statistiques
| Saison                | Club                  | Championnat                  | Championnat | Championnat | Coupe(s) nationale(s) | Coupe(s) nationale(s) | Compétition(s) continentale(s) | Compétition(s) continentale(s) | Compétition(s) continentale(s) | Séries | Séries | Total | Total |
| Saison                | Club                  | Division                     | M.          | B.          | M.                    | B.                    | Comp.                          | M.                             | B.                             | M.     | B.     | M.    | B.    |
| 2010-2011             | Newell's Old Boys     | Primera División (Ouv.+Clô.) | 2           | 0           | 0                     | 0                     | -                              | -                              | -                              | -      | -      | 2     | 0     |
| 2011-2012             | Newell's Old Boys     | Primera División (Ouv.+Clô.) | 26          | 7           | 0                     | 0                     | -                              | -                              | -                              | -      | -      | 26    | 7     |
| 2012-2013             | Newell's Old Boys     | Primera División             | 28          | 5           | 2                     | 1                     | CL                             | 6                              | 0                              | -      | -      | 36    | 6     |
| 2013                  | Toronto FC            | MLS                          | 2           | 0           | 0                     | 0                     | -                              | -                              | -                              | -      | -      | 2     | 0     |
| 2013                  | Timbers de Portland   | MLS                          | 5           | 1           | 0                     | 0                     | -                              | -                              | -                              | 2      | 0      | 7     | 1     |
| 2014                  | Timbers de Portland   | MLS                          | 30          | 10          | 2                     | 0                     | LCC                            | 4                              | 3                              | -      | -      | 36    | 13    |
| 2015                  | Timbers de Portland   | MLS                          | 30          | 4           | 2                     | 1                     | -                              | -                              | -                              | 5      | 1      | 37    | 6     |
| 2016                  | FC Dallas             | MLS                          | 30          | 9           | 5                     | 3                     | LCC                            | 1                              | 0                              | 2      | 1      | 38    | 13    |
| 2017                  | FC Dallas             | MLS                          | 32          | 12          | 1                     | 0                     | LCC                            | 4                              | 1                              | -      | -      | 37    | 13    |
| 2018                  | FC Dallas             | MLS                          | 33          | 8           | 1                     | 0                     | LCC                            | 2                              | 1                              | 1      | 0      | 37    | 9     |
| 2019                  | Impact de Montréal    | MLS                          | 31          | 4           | 6                     | 0                     | -                              | -                              | -                              | -      | -      | 37    | 4     |
| 2020                  | Impact de Montréal    | MLS                          | 16          | 5           | -                     | -                     | LCC                            | 2                              | 0                              | 0      | 0      | 18    | 5     |
| 2021                  | Dynamo de Houston     | MLS                          | 30          | 7           | 0                     | 0                     | -                              | -                              | -                              | -      | -      | 30    | 7     |
| 2022                  | Austin FC             | MLS                          | 0           | 0           | 0                     | 0                     | -                              | -                              | -                              | -      | -      | 0     | 0     |
| Total sur la carrière | Total sur la carrière | Total sur la carrière        | 295         | 72          | 19                    | 5                     | -                              | 19                             | 5                              | 10     | 2      | 343   | 84    |